# نابوکو

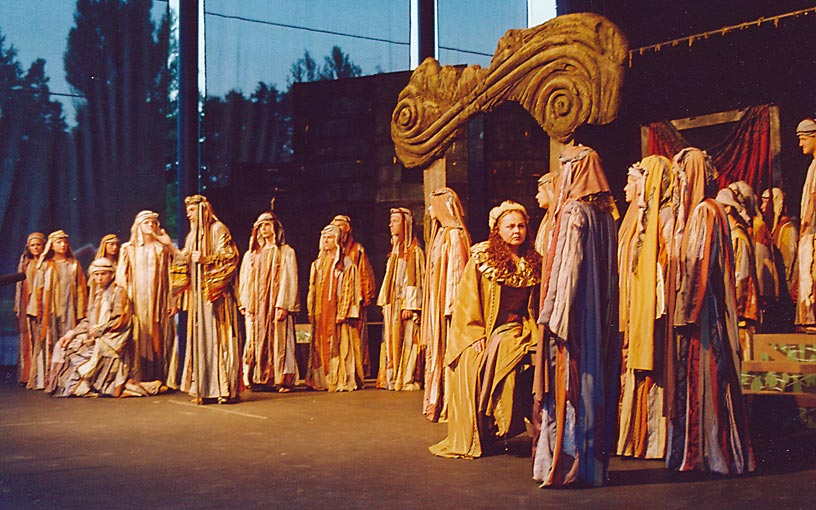

نابوکو (به ایتالیایی: Nabucco) نام اپرایی در چهار پرده از آهنگساز نامدار ایتالیایی، جوزپه وردی است.

## مستندات تاریخی
داستان در مورد اسارت بردگان یهودی بابل است که موضوع چند کتاب از کتابهای عهد عتیق است، و مشروح آن در کتاب ارمیای نبی آمده‌است. از جمله کتابهای پیش از آن در عهد عتیق که به جنبه‌هایی از این داستان می‌پردازد کتاب عزرا، کتاب نحمیا و کتاب اشعیاء نبی است، و از جمله کتابهای پس از آن می‌توان به کتاب مراثی ارمیا، کتاب حزقیال نبی، کتاب دانیال نبی و کتاب زکریای نبی اشاره نمود که پر از آیات خوف و رجاء در باب اسارت و سپس رهایی یهود به دست کورش پادشاه هخامنشی در حدود ۵۳۸ قبل از میلاد است.
لیبرتوی نابوکو بیشتر بر اساس کتاب ارمیای نبی است، و در اول هر پرده گفتاوردی از این کتاب آورده شده‌است.
در قرآن نیز در سوره اسراء آیه‌های ۴ تا ۷ اشاراتی به پادشاهی بخت النصر و بلای آسمانی بر سر قوم یهود شده‌است.

## تاریخچه
اپرای نابوکو سومین اپرای جوزپه وردی است که پس از اپرای سلطنت یک روزه که یک اپرای شکست خورده بود نوشته شد. در زمانی که وردی سرودن اپرای نابوکو را شروع کرد کوهی از غم و اندوه را به دوش می‌کشید. دو فرزندش را از دست داده بود، همسرش از دنیا رفته بود و شکست اپرای قبل باعث مضحکه شدن وی نزد مردم شده بود. وردی شب و روز را بی هدف سر می‌کرد و روز به روز ضعیف تر می‌شد.
شبی در اواخر ماه دسامبر ۱۸۴۰ بی هدف قدم به بیرون از خانه گذاشت و خود را در خیابانی تنگ و تاریک یافت، دانه‌های برف در هوا می‌پیچید و وردی بدون توجه به سرمای هوا راه خود را می‌رفت تا اینکه در تاریکی کوچه ای با شخصی که از رو برو می‌آمد برخورد کرد. آن شخص کسی نبود جز مرللی مدیر اپرای لا اسکالا. مرللی دست وردی را به گرمی فشرد و با خود به طرف لا اسکالا برد. مرللی وردی را به دفتر خود برد و از لا بلای لیبرتوها لیبرتویی با عنوان نَبوکَد نَصَّر (بخت النصر) اثر سولرا را که همیشه برای اختصار نابوکو خوانده می‌شد برداشت و به سوی وردی گرفت.
وردی که دیگر دل و دماغ اپرانویسی را نداشت بعد از تشکر بدون اینکه لای لیبرتو را باز کند نابوکو را به مرللی برگرداند. مرللی خشمگین شد و نت را به زور به وردی داد تا به خانه ببرد و روی آن فکر کند و بعد وردی را از اتاق بیرون کرد و در را به روی وی بست.
جوزپه به خانه رفت و لیبرتو را به گوشه ای از اتاق پرتاب کرد. لیبرتو در برخورد به دیوار باز شد و چشم وردی به جمله ای اسرار آمیز در داخل لیبرتو برخورد کرد، (پرواز کن خیال، با بالهای طلایی). همین یک جمله کافی بود تا وردی شروع به نوتاسیون این اپرا کند.
در اکتبر سال بعد وردی اپرای نوبوکو را نزد مرللی برد و چندی بعد این اپرای عظیم در لا اسکالا اجرا و برای همیشه در تاریخ اپرا ماندگار شد.

## نقش‌ها

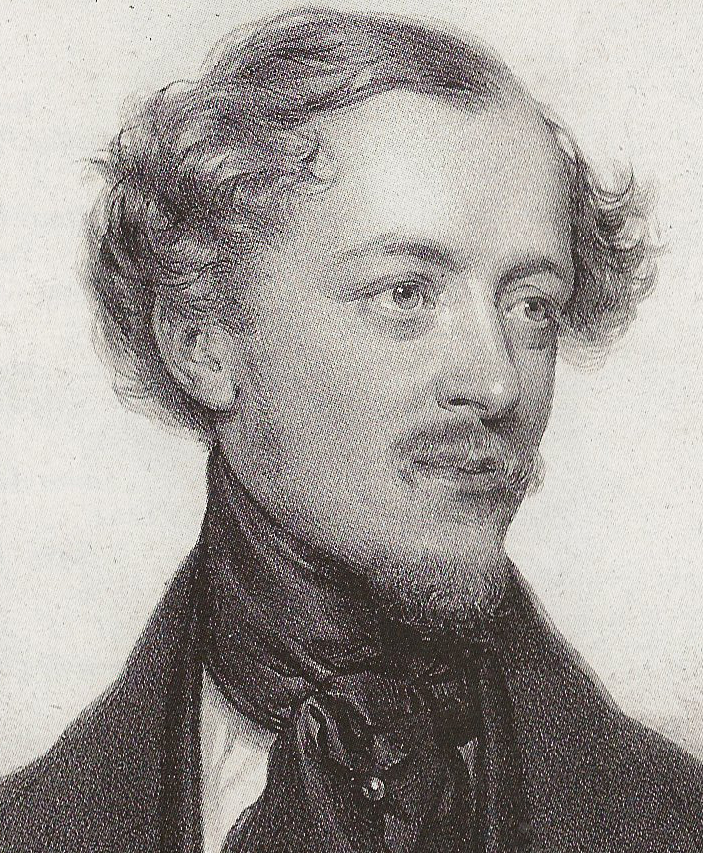
جورجیو رونکونی در نقش نابوکو با صدای باریتون در اولین اجرا ۱۸۴۰

| نقش                                        | نوع صدا      |
| نابوکو، پادشاه بابل                        | باریتون      |
| ابیگیل، دختر دروغین نابوکو                 | سوپرانو      |
| فننا، دختر حقیقی نابوکو                    | متسو سوپرانو |
| اسماعیل، برادرزاده پادشاه دارالسلام        | تنور         |
| زکریا، راهب اعظم یهود                      | باس          |
| آنا، خواهر زکریا                           | سوپرانو      |
| عبدل، از درباریان نابوکو                   | تنور         |
| راهب اعظم بعل                              | باس          |
| یهودیان، لاوی‌ها، آشوری‌ها، راهبه‌ها، سربازان |              |

## خلاصه داستان

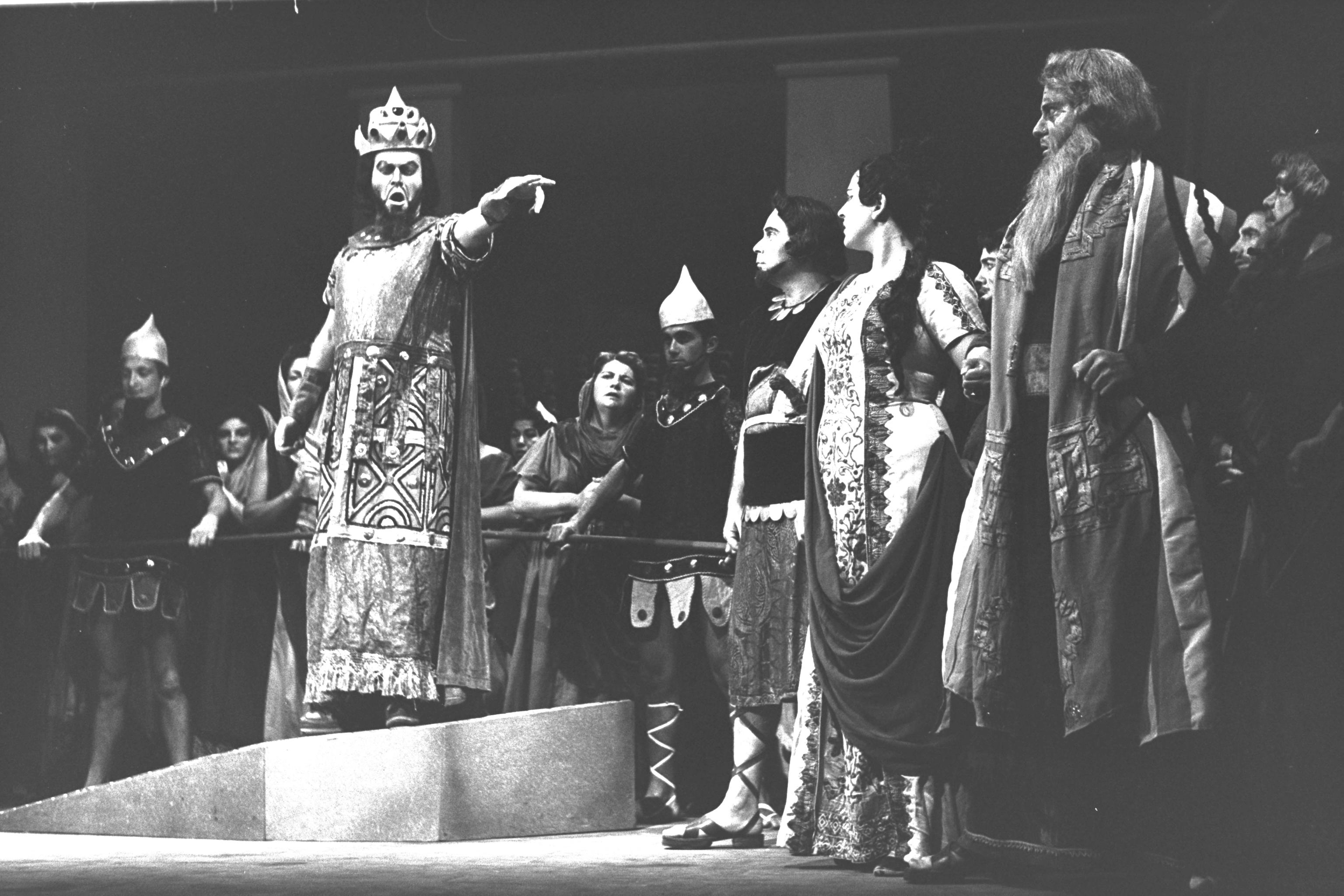
اجرای نابوکو

### پرده اول
معبد سلیمان در بیت‌المقدس، اسراییلی‌ها از سرنوشت خود شکوه می‌کنند. نابوکو (بخت النصر) پادشاه آشور به آنان حمله کرده‌است و در حال غارت شهر است. آن‌ها در حال نیایش اند که زکریا همراه خواهرش، آنا و دختر نابوکو، فننا وارد می‌شود. فننا وارد می‌شود. فننا در دست یهودیان اسیر است. زکریا از پیروانش می‌خواهد استقامت پیشه کنند، زیرا به زودی صلح و آرامش نصیبشان خواهد شد. وی به آن‌ها اطمینان می‌دهد که خداوند فراموششان نکرده‌است (spate,o figli) اسماعیل برادرزاده پادشاه و فرمانده ارتش، با سربازانش وارد می‌شود و خبر می‌دهد که نابوکو پیش از او وارد شهر شده‌است. زکریا که امیدوار است معجزه ای به وقوع بپیوندد، فننا را به اسماعیل می‌سپارد تا از او مراقبت کند. همه پس از خواندن دعا (come motte a sol fulgemte) از صحنه خارج می‌شوند و اسماعیل و فننا بر صحنه می‌مانند. این دو در روزگاری که اسماعیل سفیر حاکم در بابل بود دل در گرو عشق یکدیگر باخته بودند. حتی در آن روزگار هم دو دل داده روی کامرانی را ندیدند زیر خواهر حسود فننا، ابیگیل، نیز عاشق اسماعیل بود. آن‌ها در حال صحبت اند که ابیگیل با لباس رزم همراه گروهی از آشوریان (که خود را به شکل سربازان یهودی درآورده اند) سر می‌رسد. آن‌ها قصد دارند معبد را اشغال کنند. او با تمسخر به اسماعیل سلام می‌کند و آن گاه پنهانی به او می‌گوید که اگر به عشقش پاسخ مثبت گوید، می‌تواند مردمش را نجات دهد و خود حکومتی جدید برپا دارد (Io t"amavo! il regmo , il cuore) اسماعیل پاسخ می‌دهد که جانش را فدای ملتش خواهد کرد و فننا از خدای اسراییل می‌خواهد که او را در پناه خداگیرد. یهودیان بیمناک از نزدیک شدن سپاهیان نابوکو وارد می‌شوند. نابوکو وارد معبد می‌شود. زکریا در مقابلش می‌ایستد و گستاخی کفر آمیز او را ملامت می‌کند و تهدید می‌کند که فننا را به قتل می‌رساند اما اسماعیل پا در میان می‌کند و خنجر را از دست زکریا می‌گیرد و فننا را به پدرش تحویل می‌دهد. زکریا و یهودیان اسماعیل را نفرین می‌کنند و نابوکو دستور می‌دهد معبد را آتش بزنند.

### پرده دوم
قصر نابوکو در بابل، ابیگیل نامه‌های یافته‌است که ممکن است باعث نابودی اش شود در این نامه ذکر شده‌است که او دختر نابوکو نیست، بلکه زادهٔ غلامان است. او نابوکو و وارث راستینش، فننا را نفرین می‌کند. حال به این می‌اندیشد که عشقش به اسماعیل زندگی اش را دگرگون خواهد ساخت (Amch io dischiuso um giorno) راهب اعظم بعل به صحنه می‌آید و می‌گوید که فننا زندانیان یهودی را از بند رها کرده‌است و از این روی مقامات مذهبی تصمیم گرفته‌اند سلطنت را به ابیگیل واگذار کنند و به مردم بگویند که پادشاه شان در نبرد شکست خورده‌است. او که زادهٔ غلامان است از این که از این پس همه را تحت فرمان خواهد داشت خشنود است. (salgo gia del toromo aurato)
در گوشه دیگری از قصر، زکریا دعا می‌کند که بتواند آشوری‌ها را از پرستش بت بازدارد (Tu sul labbro dei veggenti) او این کار را با فننا آغاز خواهد کرد. پس به اتاقش می‌رود تا او را متقاعد سازد که تغییر کیش دهد. دو تن از لاوی‌ها که مأمور زکریا هستند به صحنه می‌آیند و از مشاهده اسماعیل مطرود تعجب می‌کنند. آنان زبان به ملامت اسماعیل می‌گشایند اما زکریا که همراه با فننا و آنا به صحنه آمده‌است او را عف می‌کند، زیرا او یکی از یهودیان فننا که تغییر کیش داده‌است را از مرگ نجات داده‌است. مشاور کهن‌سال قصر، عبدل، وارد می‌شود و به فننا خبر می‌دهد که نابوکو در گذشته‌است و جان او نیز در خطر است. پیش از آن که او فرصت فرار یابد راهب اعظم بعل همراه با ابیگیل و آشوریان وارد می‌شود و راهب اعظم ابیگیل را حکم ران اعلام می‌کند و کشتار یهود یان را واجب می‌شمارد. ابیگیل عصای سلطنتی را از فننا طلب می‌کند اما فننا از دادن آن امتناع می‌کند. در این لحظه در کمال تعجب همگان نابوکو وارد می‌شود، تاج را بر سر خود می‌نهد. همه در مقابل او به لرزه می‌افتند (S appressam gl istanti) نابوکو اعلام می‌کند که هم پادشاه است و هم خدا و بدین ترتیب بعل و یهوه را طرد می‌کند. او به فتنا و زکریا حکم میک ند که به خاک افتند. در این هنگام صاعقه ای به او اصابت می‌کند و تاج از سرش به زمین می‌افتد. با این ضربت او مجنون می‌شود و ابیگیل تاج را تصاحب می‌کند.

### پرده سوم
در باغها معلق بابل راهب اعظم بعل و مردم حکمران خود ابیگیل را ستایش می‌کند. راهب بزرگ او را ترغیب می‌کند که اسراییلی‌ها را به قتل برساند. پیش از آن که ابیگیل بتواند حکم را امضا کند نابوکو آشفته حال و زار به صحنه می‌آید و می‌خواهد بار دیگر به تخت بنشیند.
ابیگیل همه را مرخص می‌کند و به نابوکو می‌گوید تا زمانی که او حالش بهبود یابد، نایب السلطنه اش خواهد بود. آن گاه امید این که بتواند او را بفریبد تا حکم مرگ فننا را امضا کند، کاغذ را به او می هد. نابوکو ابتدا نمی‌پذیرد اما وقتی ابیگیل او را متهم به بزدلی می‌کند حکم قتل یهودیان را امضا می‌کند. ناگهان به یاد می‌آورد که فننا نیز یهودی شده‌است و بدین ترتیب او نیز کشنه خواهد شد. آن گاه در جیبش‌هایش دنبال نامه ای می‌گردد که اصل و نسب راستین ابیگیل را فاش می‌سازد. در این هنگام ابیگیل نامه را جلو چشمان نابوکو پاره می‌کند و دور می‌ریزد. نابوکو محافظان را فرا می‌خواند اما در می‌یابد که آنان دیگر تحت فرمان او نیستند و موظف اند او را در اتاقش محبوس کنند. نابوکو به زاری از ابیگیل می‌خواهد که از خون فننا در گذر اما ابیگیل با سردی او را از خود می‌راند.
در ساحل رود فرات یهودیان از کار اجباری خسته شده‌اند و اندکی استراحت می‌کنند. افکارشان با بال‌هایی طلایی به سوی سرزمین از دست رفته شان پرواز می‌دهند (Va , pensiero , sull ali dorate) زکریا پیش‌بینی کرده‌است که آنان از اسارت نجات خواهد یافت و به یاری خداوند سرزمین بابل را از بین خواهند برد.

### پرده چهارم
نابوکو در اتاقش با شنیدن صدای کسانی که نام فننا را بر زبان می‌آورند از خواب بیدار می‌شود. از پنجره به بیرون می‌نگرد و می‌بیند که فننا را به سوی محل اعدام می‌برند او می‌خواهد از اتاقش خارج شوند اما به یاد می‌آورد که زندانی است. در اوج نومیدی زانو می‌زند و از خدای یهودیان طلب بخشایش می‌کند (Dio di giuda) و تعهد می‌کند که خودش و مردمش به کیش یهود بگروند. او ناگهان شعور از دست رفته اش را بازمی‌یابد. عبدل و سربازان که سر و صدای او را شنیده‌اند، به اتاق می‌آیند. نابوکو می‌گوید که سلامتش را بازیافته‌است. آنگاه با فریادی شمشیری طلب می‌کند و سربازانش را به باز پس‌گیری تاج و تخت ترغیب می‌کند .(O prodi miei , seguitemi)
در باغ‌های معلق جلادان منتظرند که حکم اعدام زکریا و پیروانش اجرا کنند. زکریا فننا را شهید اعلام می‌کند و فننا از خداوند می‌خواهد که او را در بهشت پذیرا گردد. (Oh , dischiuso e il firmamento) در این هنگام نابوکو به صحنه می‌آید و دستور می‌دهد که مجسمه بعل را در هم شکنند. ناگهان مجسمه خود به خود بر زمین می‌افتد و می‌شکند. ابیگیل سم می‌خرد و به جنایاتش اعتراف می‌کند و اصرار می‌ورزد که فننا و اسماعیل با هم ازدواج کنند. او در حال مرگ از خدای اسماعیل طلب بخشایش می‌کند. نابوکو به اسراییلی‌ها می‌گوید که به زادگاهشان بازگردند و معبد را بازسازی کنند (Torma israello) و می‌گوید که خود نیز کیش یهودی را پذیرفته‌است. جمعیت معتقدند که معجزه ای به وقوع پیوسته‌است و همگی خداوند را شکر می‌کنند (Immenso jeova)

## بخشهای مهم اپرا
- Anch'io dischiuso un giorno

این آریا برای نقش ابیگیل و تمبر صدایی دراماتیک سوپرانو است که در شروع پرده دوم یعنی صحنه اول از پرده دوم اجرا می‌شود.
در این آریا ابیگیل نامه ای یافته‌است که ممکن است باعث نابودی اس شود، در این نامه ذکر شده که ابیگیل دختر نابوکو نیست، بلکه زاده غلامان است. او نابوکو و وارث راستینش فننا را نفرین می‌کند و حال به این می‌اندیشد که عشقش به اسماعیل زندگی اش را دگرگون خواهد ساخت.
این آریا به قدری مشکل است که خیلی از بزرگان از جمله ساترلند از خواندن آن سر باز زدند و باعث آسیب جدی به صدای خیلی از سوپرانوهای معروف از جمله «النا سولیوتی» و «آنیتا کرگیوتی» شد.
- Salgo gia torono aurato

این آریا نیز برای نقش ابیگیل و صدای دراماتیک سوپرانو نوشته شده‌است. ابیگیل که غلامزاده ای بیش نیست حال از اینکه از این پس همه از اون فرمان پذیر خواهند بود بسیار خوشحال و خرسند است.
- Oh, dischiuso e il firmamento

این آریا برای نقش فننا و تمبر صدایی متسو سوپرانو نوشته شده‌است. در این آریا که از صحنه دوم از پرده چهارم است در باغهای معلق جلادان منتظرند حکم اعدام زکریا و پیروانش را اجرا کنند. زکریا فننا را شهید اعلام می‌کند و فننا از خداوند می‌خواهد که او را در بهشت ابدی پذیرا باشد.
- Dio di giuda!

این آریا برای نقش نابوکو و صدای دراماتیک باریتون نوشته شده‌است. در این آریا که در شروع پرده چهارم اپرا است نابوکو در اتاقش با شنیدن صدای کسانی که نام فننا را بر زبان می‌آورند از خواب بیدار می‌شود. از پنجره به بیرون می‌نگرد و می‌بیند که فننا را به سوی محل اعدام می‌برند او می‌خواهد از اتاقش خارج شوند اما به یاد می‌آورد که زندانی است. او در اوج نومیدی زانو می‌زند و از خدای یهودیان طلب بخشایش می‌کند.
- O prodi miei, seguitemi

این آریا برای نقش نابوکو و صدای دراماتیک باریتون نوشته شده‌است. در این آریا که در پایان صحنه اول از پرده چهارم است نابوکو می‌گوید که سلامتش را بازیافته‌است. آنگاه با فریادی شمشیری طلب می‌کند و سربازانش را به باز پس‌گیری تاج و تخت ترغیب می‌کند.
- Tu sul labbro dei vegenti

این آریا برای نقش زکریا و رنگ صدایی لیریک باس نوشته شده‌است. در این آریا که در صحنه دوم از پرده دوم است زکریا در گوشه ای از قصر دعا می‌کند که بتواند آشوری‌ها را از پرستش بت بازدارد.
- Va' pensiero, sull'ali dorate

این بخش قطعه کری است از پایان پرده سوم اپرا با عنوان پرواز کن خیال با بالهای طلایی که یهودیانی که در ساحل رود فرات از کار اجباری خسته شده‌اند با خواندن این قطعه افکارشان را به سوی سرزمین مادریشان روانه می‌کنند. به جرات می‌توان این بخش را مهم‌ترین بخش اپرا و یکی از مهم‌ترین قطعاتی دانست که جوزپه وردی در طول عمر خود ساخته‌است. مردم در بند ایتالیا که البته آن زمان کشور واحدی نبود این قطعه را نه سوگنامه اسرای یهودی که صدای خودشان می‌دانستند و پس از پایان اپرا در تمام کوچه و خیابانها همه هم صدا می‌خواندند. دستگاه سانسور وقت که از اتحاد مردم ایتالیا وحشت داشت به خاطر همین قطعه اپرا را توقیف کرد. ترس از این قطعه به قدری زیاد بوده و هست که در جنگ جهانی دوم خواندن این قطعه منجر به مرگ خوانندگان می‌شد و تا مدتی به جر اپرای متروپولیتن هیچ اپراخانه ای حق اجرای مجدد این قطعه را نداشت. این قطعه نه تنها در زمان خود برای ایتالیاییها مقدس و نماد سرود ملی بود که در جنگ اعراب و اسرائیل نیز به همان میزان مقدس و قابل احترام بود.

## نقد و بررسی اپرای نابوکو
اپرای نابوکو در زمان خود اپرایی بسیار زیبا و باشکوه شناخته می شد، اپرایی که تقریباً از تمام المان‌هایی که باعث قدرت نمایی می شد در آن استفاده شده بود، داستان بسیار قوی، لیبرتویی که خط به خط آن را سولرا به همراه خود وردی نوشته بود والبته از همه مهمتر زمان و مکان بسیار مناسب اجرای این اپرابه موفقیت آن بسیار کمک کرد. این اپرا در زمانی نوشته شده بود که دستگاه سانسور اتریش همچون بختک بر سر هنر ایتالیا سایه افکنده بود و دستمایه قرار دادن چنین موضوعی جسارت بالایی رامی طلبید. همین نکات باعث اقبال بسیار بالای نابوکو و وردی شد. گرچه نابوکو با تمام ظرافتها و زیبایی‌هایی که داشت و درد دل مردم ایتالیا را بیان می‌کرد، ولی باید آن را اپرایی بسیار خشک و خشن و مبتدیانه با فاکتورهای دست و پاگیر و از مد افتادهٔ اپراهای کهن دانست. تنها منتقد این اپرا در زمان اولین اجرا، «نیکلای» اپرا نویس معروف آن زمان بود که با ناشی گری، لیبرتوی نابوکو را که قبل از وردی به وی پیشنهاد داده بودند، رد کرده بود، و عمده این نقدها به خاطر حسادت او به وردی بود؛ ولی نباید از نظر دور داشت که در واقع اپرا نقص‌هایی هم داشت که از جملهٔ آن‌ها می توان به دو آریای معروفی که ابیگیل می‌خواند، اشاره کرد. در این دو آریا وردی تمام خشم خود را از شکستها و ناکامیهای زندگی اش، منعکس ساخته بود و چون هنوز تحت تأثیر آرپژهای روسینی گونه بود آنقدر آریا را سخت نوشته بود که تمام خوانندگان در تمام دوران بعد از خود را به چالش کشانید، البته خوانندگانی همچون ماریا کالاس، ژنا دیمیتروا، ماریسا گالوانی، ماریا گولگینا، جادرانکا جوانویچ و تعدادی دیگر از خوانندگان توانسته‌اند این آریا را صحیح بخوانند، ولی هیچ‌کدام نتوانسته‌اند به زیبایی حق مطلب را ادا کنند. ژنا دیمیتروا در سال ۱۹۸۱ در آرنا دی ورونا این آریا را خوب خواند ولی اکت ژنا بسیار بد بود و البته از آن مهمتر، کارگردانی بسیار ضعیف این اجرا بود. ماریا گولگینا نیز این اثر را در متروپولیتن اجرا کرد که در آن اجرا هر قدر آریای اول _که آرپژ گونه بود _زیبا اجرا شد، ولی آریای دوم چنگی به دل نمی‌زد. در نهایت شاید بتوان اجرای ماریا کالاس را در سال ۱۹۴۹ بهترین اجرا قلمداد کرد.
اپرای نابوکو در زمان خود ۵۷ بار اجرا شد یعنی بیشتر از تمام اپراهایی که در آن فصل اجرا شده بود ولی بعد از آن رفته رفته کمتر به آن توجه شد. اگر چه امروزه این اپرا جزو پر اجراترین اپراهاست، با این تفاوت که معمولاً رهبران ارکستر، بخش دوم آریای دوم ابیگیل را در اجراهای خود حذف می کنند که صدای خواننده دچار آسیب نشود. از ساخت اپرا که بگذریم داستان خود اپرا نسبت به اصل داستان بسیار سطحی و ضعیف است و با تحریف‌هایی نیز مواجه شده‌است که موضوع تاریخی و داستان خونریزیهای دهشتناک نابوکو را تبدیل به داستانی عاشقانه کرده‌است و مهمترین بخش داستان یعنی دو بار قتل‌عام یهودیان و به قدرت رسیدن دانیال نبی در اجراها حذف شده‌اند. از سوی دیگر معلوم نیست که شخصیت اسماعیل در این اپرا اسماعیل پیامبر است که غود ولیا را _که نابوکو او را حاکم بیت‌المقدس کرده بود _ کشت، یا شخص دیگری ست. در هرصورت باید نابوکو را جزو ۱۰ اپرای برتر وردی دانست، این اپرا با تمام کاستی‌هایی که داشت باعث شد نام وردی جوان در زمان خود و پس از ساخت فقط ۳ اپرا، در کنار نام بزرگانی همچون جواکینو روسینی، وینچنتزو بلینی و گائتانو دونیزتی قرار بگیرد.

## ارکستراسیون
دو فلوت که یکی از نوازندگان در مواقع خاص فلوت پیکولو می‌نوازد، دو ابوا که یکی در مواقع خاص کر آنگله می‌نوازد، دو کلارینت، دو فاگوت، چهار هورن، دو ترومپت، سه ترومبون، یک سیمباسو (ترومبون کلید دار)، دو هارپ، تیمپانی، طبل بزرگ، سنج، اسنیر، مثلث، و تعدادی نوازنده صحنه